# Ilex bogorensis
Ilex bogorensis är en järneksväxtart som beskrevs av Ludwig Eduard Loesener. Ilex bogorensis ingår i släktet järnekar, och familjen järneksväxter. Inga underarter finns listade i Catalogue of Life.